# Lista de deputados estaduais de Minas Gerais da 15.ª legislatura
Esta é uma lista de deputados estaduais de Minas Gerais eleitos para a 15ª Legislatura. São relacionados o nome civil dos parlamentares que assumiram o cargo em 2003, cujo mandato expirou em 2007.

## Composição das bancadas
| Partido | Líder                   | Bancada | Posição      |
| ------- | ----------------------- | ------- | ------------ |
| PT      | João Carlos Siqueira    | 15 / 77 | Oposição     |
| PSDB    | Fahim Miguel Sawan      | 13 / 77 | Governo      |
| PMDB    | Antônio Andrade         | 8 / 77  | Oposição     |
| PL      | Dinis Pinheiro          | 7 / 77  | Governo      |
| PPB     | Alberto Pinto Coelho    | 5 / 77  | Governo      |
| PDT     | Carlos Pimenta          | 5 / 77  | Oposição     |
| PFL     | Rêmolo Aloise           | 5 / 77  | Governo      |
| PTB     | Lúcia Maria Pacífico    | 5 / 77  | Governo      |
| PSB     | José Miguel Martini     | 4 / 77  | Governo      |
| PSD     | Antônio Genaro Oliveira | 2 / 77  | Independente |
| PST     | Roberto Ramos           | 2 / 77  | Independente |
| PRTB    | Paulo César de Freitas  | 2 / 77  | Governo      |
| PPS     | Neider Moreira de Faria | 2 / 77  | Governo      |
| PCdoB   | Jô Moraes               | 1 / 77  | Oposição     |
| PV      | Dr. Ronaldo da Silva    | 1 / 77  | Governo      |

## Relação
| Nome                                    | Partido | Observações |
| --------------------------------------- | ------- | --- |
| Adalclever Ribeiro Lopes                | PMDB    | |
| Adelmo Carneiro Leão                    | PT      | |
| Agostinho Patrus Filho                  | PTB     | |
| Alberto Pinto Coelho Júnior             | PPB     | |
| Ana Maria Resende Vieira                | PSDB    | |
| André Quintão Silva                     | PT      | |
| Antônio Carlos Doorgal de Andrada       | PSDB    | Renúncia em 16/02/2006 - Eleito Conselheiro Tribunal Contas |
| Antônio Eustáquio Andrade Ferreira      | PMDB    | |
| Antônio Genaro Oliveira                 | PSD     | |
| Antônio Júlio de Faria                  | PMDB    | |
| Arlen de Paulo Santiago Filho           | PTB     | |
| Carlos Alberto Bejani                   | PFL     | Renúncia em 04/01/2005 - Eleito para cargo do Executivo - Prefeito Municipal de Juiz de Fora |
| Carlos Welth Pimenta de Figueiredo      | PDT     | |
| Célio de Cássio Moreira                 | PL      | |
| Dalmo Roberto Ribeiro Silva             | PPB     | |
| Dilzon Luiz de Melo                     | PTB     | |
| Dimas Fabiano Toledo Junior             | PPB     | |
| Dinis Antônio Pinheiro                  | PL      | |
| Djalma Florêncio Diniz                  | PSDB    | |
| Domingos Savio                          | PSDB    | |
| Durval Ângelo Andrade                   | PT      | |
| Elbe Figueiredo Brandão Santiago        | PSDB    | |
| Ermano Batista Filho                    | PSDB    | |
| Fábio Lúcio Rodrigues Avelar            | PTB     | |
| Fahim Miguel Sawan                      | PSDB    | |
| Francisco de Assis Simões Thomaz        | PT      | Renúncia em 04/01/2005 - Eleito para cargo do Executivo - Prefeito Municipal de Coronel Fabriciano |
| Francisco Rafael Gonçalves              | PMDB    | |
| Gabriel dos Santos Rocha                | PT      | |
| George Hilton dos Santos Cecilio        | PL      | |
| Gilberto Aparecido Abramo               | PMDB    | |
| Gilberto Wagner Martins Pereira Antunes | PPB     | |
| Gustavo da Cunha Pereira Valadares      | PRTB    | |
| Irani Vieira Barbosa                    | PSD     | |
| Ivair Nogueira do Pinho                 | PMDB    | |
| Jayro Luiz Lessa                        | PL      | |
| João Bittar Júnior                      | PTB     | |
| João Carlos Siqueira                    | PT      | |
| João Leite da Silva Neto                | PSB     | |
| José Alves Viana                        | PMDB    | |
| José Bonifácio Mourão                   | PMDB    | Renúncia em 04/01/2005 - Eleito para cargo do Executivo - Prefeito Municipal de Governador Valadares |
| José Henrique Lisboa Rosa               | PMDB    | |
| José Miguel Martini                     | PSB     | |
| José Milton de Carvalho Rocha           | PL      | |
| Laudelino Augusto dos Santos Azevedo    | PT      | |
| Leonardo Fernandes Moreira              | PL      | |
| Leonardo Lemos Barros Quintão           | PSB     | |
| Leonídio Henrique Corrêa Bouças         | PST     | |
| Lúcia Maria dos Santos Pacífico Homem   | PTB     | |
| Luiz Fernando Ramos Faria               | PPB     | |
| Luiz Humberto Carneiro                  | PSDB    | |
| Marcelo Jerônimo Gonçalves              | PDT     | Afastado de 05/02/2003 a 01/06/2004 - Ocupar cargo - Secretário de Estado Extraordinário para Assuntos de Reforma Agrária; Renúncia em 23/12/2004 - Eleito para cargo do Executivo - Prefeito Municipal de Pedro Leopoldo                                                    |
| Márcio Almeida Passos                   | PDT     | |
| Maria Cecília Ferreira Delfino          | PT      | |
| Maria do Socorro Jô Moraes Vieira       | PCdoB   | |
| Maria José Haueisen Freire              | PT      | Renúncia em 04/01/2005 - Eleita para cargo do Executivo - Prefeita Municipal de Teófilo Otôni |
| Maria Olívia de Castro e Oliveira       | PSDB    | |
| Maria Tereza Lara                       | PT      | |
| Marilia Aparecida Campos                | PT      | Renúncia em 04/01/2005 - Eleita para cargo do Executivo - Prefeita Municipal de Contagem |
| Mauri José Torres Duarte                | PSDB    | |
| Neider Moreira de Faria                 | PPS     | |
| Olavo Bilac Pinto Neto                  | PFL     | |
| Paulo César de Freitas                  | PRTB    | |
| Paulo Piau Nogueira                     | PFL     | |
| Pedro Ivo Ferreira Caminhas             | PPB     | |
| Rêmolo Aloise                           | PFL     | |
| Ricardo Duarte                          | PT      | |
| Roberto Francisco Ramos                 | PST     | |
| Roberto Vieira de Carvalho              | PT      | |
| Rogério Correia de Moura Baptista       | PT      | |
| Ronaldo João da Silva                   | PV      | |
| Sebastião Helvécio Ramos de Castro      | PDT     | |
| Sebastião Navarro Vieira Filho          | PFL     | Renúncia em 04/01/2005 - Eleito para cargo do Executivo - Prefeito Municipal de Poços de Caldas |
| Sidney Antônio de Sousa                 | PL      | Renúncia em 04/01/2005 - Eleito para cargo do Executivo - Prefeito Municipal de São João Del-Rei |
| Vanessa de Oliveira Dias                | PSDB    | |
| Wanderley Geraldo de Ávila              | PPS     | Renúncia em 01/10/2004 - Eleito Conselheiro Tribunal Contas |
| Washington Fernando Rodrigues           | PDT     | |
| Weliton Fernandes Prado                 | PT      | |
| Alencar Magalhães da Silveira Júnior    | PDT     | Exerceu o mandato de 05/02/2003 a 02/06/2004, e de 23/12/2004 a 31/01/2007, ocupando vaga aberta pelo afastamento de Marcelo Gonçalves |
| Carlos Gomes Sampaio de Freitas         | PT      | Exerceu o mandato de 04/01/2005 a 31/01/2007, ocupando vaga aberta pelo afastamento de Chico Simões |
| Edson Rezende Morais                    | PT      | Exerceu o mandato de 04/01/2005 a 31/01/2007, ocupando vaga aberta pelo afastamento de Maria José Haueisen |
| Elisa Maria Costa                       | PT      | Exerceu o mandato de 04/01/2005 a 31/01/2007 ocupando vaga aberta pelo afastamento de Sidinho do Ferrotaco |
| Elmiro Alves do Nascimento              | PFL     | Exerceu o mandato de 05/02/2003 a 03/01/2005, ocupando vaga aberta pelo afastamento de Bilac Pinto e de 04/01/2005 a 31/01/2007 ocupando vaga aberta pelo afastamento de Alberto Bejani                                                                                      |
| Gustavo de Faria Dias Corrêa            | PFL     | Exerceu o mandato de 04/01/2005 a 15/02/2006, ocupando vaga aberta pelo afastamento de Elbe Brandão e de 16/02/2006 a 31/01/2007 ocupando vaga aberta pelo afastamento de Antônio Carlos Andrada                                                                             |
| Jésus Mário de Almeida Lima             | PT      | Exerceu o mandato de 04/01/2005 a 31/01/2007, ocupando vaga aberta pelo afastamento de Marília Campos |
| Márcio Luiz Murta Kangussu              | PPS     | Exerceu o mandato de 10/08/2004 a 04/10/2004, ocupando vaga aberta pelo afastamento de Neider Moreira. Afastado de 31/03/2006 a 31/12/2006 - Ocupar cargo - Secretário de Estado Extraordinário para Assuntos de Reforma Agrária.                                            |
| Olinto Dias Godinho                     | PSDB    | Exerceu o mandato de 05/02/2003 a 30/03/2006, ocupando vaga aberta pelo afastamento de Agostinho Patrús e de 02/01/2007 a 31/01/2007, ocupando vaga aberta pelo afastamento de Dilzon Melo.                                                                                  |
| Sebastião Costa da Silva                | PFL     | Exerceu o mandato de 04/01/2005 a 30/03/2006, ocupando vaga aberta pelo afastamento de Bilac Pinto, de 31/03/2006 a 31/12/2006, ocupando vaga aberta pelo afastamento de Ermano Batista e de 02/01/2007 a 31/01/2007, ocupando vaga aberta pelo afastamento de Elbe Brandão. |
| Luiz Sávio de Souza Cruz                | PMDB    | Exerceu o mandato de 04/01/2005 a 31/01/2007, ocupando vaga aberta pelo afastamento de Bonifácio Mourão. |
| José de Freitas Maia                    | PSDB    | Exerceu o mandato de 05/02/2003 a 03/01/2005, ocupando vaga aberta pelo afastamento de Elbe Brandão e de 04/01/2005 a 31/01/2007, ocupando vaga aberta pelo afastamento de Sebastião Navarro Vieira Filho.                                                                   |
| Antonio Carlos Arantes                  | PFL     | Exerceu o mandato de 21/02/2006 a 30/03/2006 ocupando vaga aberta pelo afastamento de Elbe Brandão |
| Marlos Florêncio Fernandes              | PPS     | Exerceu o mandato de 05/10/2004 a 30/03/2006, ocupando vaga aberta pelo afastamento de Neider Moreira e de 31/03/2006 a 31/12/2006, ocupando vaga aberta pelo afastamento de Márcio Kangussu.                                                                                |
| Mauro Lobo Martins Júnior               | PSB     | Exerceu o mandato de 05/02/2003 a 01/06/2004, ocupando vaga aberta pelo afastamento de João Leite. |